# کروما
کروما (انگلیسی: Cromā) شرکت خرده‌فروشی هندی است، که در سال ۲۰۰۶ توسط گروه تاتا تأسیس شد.